# آناتولی تاراسوف
آناتولی ولادیمیرویچ تاراسوف (روسی: Анато́лий Влади́мирович Тара́сов؛ ۱۰ دسامبر ۱۹۱۸–۲۳ ژوئن ۱۹۹۵) بازیکن و مربی هاکی روی یخ اهل جمهوری فدراتیو سوسیالیستی روسیه شوروی بود. از تاراسوف به عنوان «پدر هاکی روی یخ روسیه» یاد می‌شود. او تیم ملی اتحاد جماهیر شوروی را به عنوان «نیروی غالب در رقابت‌های بین‌المللی» تأسیس کرد. او یکی از اولین روس‌هایی بود که در سال ۱۹۷۴ نامش در گروه سازندگان آمد و به سالن مشاهیر هاکی راه یافت. هرچند تاراسوف بیشتر به خاطر فعالیتش در تهیه برنامهٔ هاکی روی یخ اتحاد جماهیر شوروی شناخته شده‌است اما در ورزش فوتبال هم به بازی و امور مدیریتی پرداخت.
از باشگاه‌هایی که در آن بازی کرده‌است می‌توان به باشگاه فوتبال زسکا مسکو و باشگاه فوتبال چورنومورتس اودسا اشاره کرد.
وی برندهٔ جوایزی همچون تالار افتخارات هاکی و نشان انقلاب اکتبر شده‌است.

## بزرگداشت
تاراسوف با کمک به ساخت برنامه هاکی اتحاد جماهیر شوروی از ابتدا، اولین اهل کشور شوروی شد که نامش در تالار مشاهیر هاکی در تورنتو ثبت شد و به عنوان سازنده آن ثبت شد. وی پس از مرگ در سال ۲۰۰۸ جایزه بین‌المللی وین گرتسکی را دریافت کرد.
امروز، لیگ هاکی کنتیننتال دارای یک بخش است که نام او را بر خود دارد، و نقش او را در توسعهٔ هاکی روی یخ در اتحاد جماهیر شوروی و در نهایت روسیه رسمیت می‌بخشد.
در ۱۰ دسامبر سال ۲۰۱۹، گوگل ۱۰۱ سالگرد تولد او را با تغییر گوگل دودل جشن گرفت.